# Apple & Onion
Apple & Onion (en Hispanoamérica, Manzana y Cebollín; en España, Manzana y Cebolleta) es una serie animada estadounidense  creada por George Gendi para Cartoon Network, un exartista de guiones gráficos en The Amazing World of Gumball y Sanjay and Craig, quien también se desempeña como productor ejecutivo.
Gendi primero lanzó la idea de la serie a Cartoon Network Development Studio Europe mientras trabajaba en Gumball en Londres. Al llegar a Burbank, Gendi se acercó a Cartoon Network Studios con el concepto, quien dio luz verde a la producción de un piloto. El corto resultante fue seleccionado junto con otro piloto de Cartoon Network, Welcome to My Life, en el Festival de Annecy en 2015, antes de ser lanzado en línea en mayo de 2016.
El corto fue recogido para una serie completa en marzo de 2017, que resultó como una serie limitada de diez episodios y se estrenó el 23 de febrero de 2018 con un estreno en la aplicación Cartoon Network una semana antes.
El 17 de junio de 2018, se afirmó que la serie aún está en producción, lo que llevaría a la conclusión de que si tendrá segunda temporada. Se anunció que la segunda temporada llegará el 6 de septiembre de 2019.

## Trama
Ambientado en una gran ciudad llena de comida rápida, se cuentan las historias de Apple y Onion, un par de amigos algo infantiles pero divertidos y siempre dispuestos a vivir grandes aventuras. Apple y Onion se sorprenden al verse que son los únicos alimentos saludables y frescos recién llegados a esta gran ciudad, e intentan adaptarse a su nuevo entorno mientras enfrentan desafíos con amigos y otros escenarios. Cada episodio involucra a Apple u Onion en su entorno.

## Personajes

### Principales
- Apple (Manzana) - Una manzana amigable y aventurera que valora su amistad con Onion. Él viene a la ciudad con la esperanza de comenzar una nueva vida. Tiene una actitud mucho más despreocupada que Onion y siempre se le ocurren nuevas ideas extrañas.

- Onion (Cebollín en la versión hispanoamericana y Cebolleta en la versión española) - Amable amigo de Apple. Él viene a la ciudad con la esperanza de hacer nuevos amigos y también está enamorado de French Fry.

### Secundarios
- Burger (Hamburgesa) - Un amigo de Apple y Onion y compañero de cuarto de Hot Dog.

- Hot Dog (Perrito en la versión española) - Inicialmente no le agradan Apple y Onion debido a sus travesuras infantiles, pero pronto se convierte en su amigo.

- French Fry (Papa Frita en la versión hispanoamericana y Patata Frita en la española) - Una amiga de Apple y Onion que disfruta de sus travesuras tontas. Ella originalmente en el episodio piloto era el interés amoroso de Onion.

- Beef Jerky (Carne Seca en la versión hispanoamericana y Cecino en la española) - Un criminal que es encarcelado porque trató de ser otra persona. Apple y Onion le enseñan a ser él mismo.

- Falafel - El propietario del apartamento de Apple y Onion, que les permite quedarse en la habitación de la parte superior de su edificio.

- Patty (Empanadilla en la versión española) - Una empanada que dirige la tienda de 1 dólar en la que trabajan Apple y Onion.

- Mrs. Lollypop (Sra. Paleta en la versión hispanoamericana y Sra. Piruleta en la española) - Una dulce piruleta que vive abajo de Apple y Onion. Su gato fue adoptado por Apple & Onion.

- Pizza - Una rebanada de pizza con un exceso de trabajo que posee un restaurante y ama los paseos en globo.

- Pizza's Mom (Mamá de Pizza en la versión hispanoamericana y Mamá Pizza en la española) - La madre de Pizza, que es una pizza pero sin una rebanada, con igual un exceso de trabajo que apoya a su hijo.

- Apple's Mom & Dad (Madre y Padre de Manzana) - Los padres despreocupados de Apple. Se los ve en "A New Life".

- Onion's Mom & Dad (Madre y Padre de Cebollín en la versión hispanoamericana y Madre y Padre de Cebolleta en la española) - Los padres de Onion. Se los ve en "A New Life" y en "Rotten Apple"

- Lemondrop (Limoncito en la versión hispanoamericana y Limoncita en la española): Una limón dulce que tiene el papel de la niña dulce.

- Hoagie (Bocata en la versión española): Un emparedado que es un ciudadano común y que ha realizado muchas ocupaciones. Apareció en el corto "Lift".

- Chicken Nugget (Nugget de Pollo): Un Chicken Nugget de la policía que es un fanático del control y quiere que la gente lo respete y se confunde fácilmente.

1. Cheesesteak (Carne con Queso en la versión hispanoamericana): Un sándwich de carne con queso de mal genio y malhumorado que quiere que alguien sea desafiado en una pelea.
2. Beef Burrito (Burrito de carne en la versión española): Un burrito de carne con similar aspecto a Falafel. Apareció por primera vez en el episodio "Falafel In Jail"
3. Samosa (Samosa en la versión española y hispanoamericana): Una residente del piso de Falafel. Se niega a pagar el alquiler del piso y es dueña de juegos de móviles como Dulce Golpe
4. Mayor naise {Alcade mayonesa en la versión hispanoamericana} es un tarro de mayonesa que es el alcade de la ciudad se le en un cameo de el en ''The Music Store Thiet''
5. Queen Victoria sponge {Reina Victoria Esponja II en la versión hispanoamericana} es una tarta Reina Victoria que tiene el papel de la reina de Inglaterra.
6. Juez  Chocolate {Juez Chocolate en la versión hispanoamericana} es una barra de chocolate que trabaja como juez en el Tribunal de Justicia de la Ciudad y presentador de las carreras de salto ecuestre de las granjas Chocolate.
7. Warak Inab {Warak inab}.Un viejo enemigo de Falafel cuandó vivia en Egipto,es tramposo y burlón.
8. 2 Gallon Milk {Galón de leche en la versión hispanoamericana}.Es un galón de leche que trabaja en entrega de equipaje en el aeropuerto,es agradable y muy amable.

## Doblaje
| Personaje                    | Actor de voz original Estados Unidos | Doblaje de América Latina · México | Doblaje de España · España                                         |
| ---------------------------- | ------------------------------------ | ---------------------------------- | ------------------------------------------------------------------ |
| Apple (Manzana)              | George Gendi                         | Irwin Daayán                       | Luis Reina (algunos cortos) Rafael Alonso Naranjo Jr. (voz actual) |
| Onion (Cebollín / Cebolleta) | Richard Ayoade                       | Arturo Castañeda                   | Javier Balas                                                       |
| Personajes Secundarios       |                                      |                                    |                                                                    |
| Burger (Hamburguesa)         | Eugene Mirman                        | Oscar Flores                       | TBA                                                                |
| Hot Dog                      | Paul Scheer                          | Alejandro Orozco                   | TBA                                                                |
| French Fry (Papa Frita)      | Tasha Ames                           | Mireya Mendoza                     | TBA                                                                |
| Beef Jerky (Carne Seca)      | Kevin Michael Richardson             | Dan Osorio                         | TBA                                                                |
| Falafel                      | Sayed Badreya                        | Carlos Xavier Castro               | TBA                                                                |
| Patty                        | Dawnn Lewis                          | Yolanda Vidal                      | TBA                                                                |
| Mrs. Lollypop (Sra. Paleta)  | Bette Ford                           | Anabel Méndez                      | TBA                                                                |
| Pizza                        | Keith Ferguson                       | Gerardo Alonso                     | TBA                                                                |
| Pizza's Mom (Mamá de Pizza)  | Katie Crown                          | Magda Giner                        | TBA                                                                |

## Episodios
| Temporada | Temporada | Episodios              | Estados Unidos        | Estados Unidos         | Latinoamérica          | Latinoamérica           | España                | España                |
| Temporada | Temporada | Episodios              | Inicio                | Final                  | Inicio                 | Final                   | Inicio                | Final                 |
| --------- | --------- | ---------------------- | --------------------- | ---------------------- | ---------------------- | ----------------------- | --------------------- | --------------------- |
|           | Piloto    | Piloto                 | 14 de mayo de 2016    | 14 de mayo de 2016     | 2 de junio de 2017     | 2 de junio de 2017      | —                     | —                     |
|           | 1         | 10                     | 23 de febrero de 2018 | 23 de marzo de 2018    | 1 de mayo de 2018      | 23 de junio de 2018     | 20 de octubre de 2018 | 26 de octubre de 2018 |
| 30        | 1         | 2 de noviembre de 2019 | 20 de julio de 2020   | 2 de diciembre de 2019 | 2020                   | -                       |                       |                       |
|           | Cortos    | 8                      | 11 de febrero de 2018 | 7 de abril de 2018     | 5 de noviembre de 2018 | 24 de diciembre de 2018 | 1 de octubre de 2018  | 29 de octubre de 2018 |